# Kristýna Kateřina ze Salmu
Kristýna Kateřina, hraběnka ze Salm-Badenweileru (německy Christine Katharina, Gräfin von Salm, květen 1575 – 31. prosince 1627) byla šlechtična z rodu Salmů a po sňatku s Františkem Lotrinským roku 1597 hraběnkou z Vaudémontu a vévodkyní lotrinskou a barskou po dobu pěti dnů v listopadu 1625. Jako prababička císaře Svaté říše římské Františka I. Štěpána Lotrinského je předkem habsbursko-lotrinské dynastie.

## Život
Kristýna Katřeina se narodila jako jediná dcera hraběte Pavla ze Salmu-Badenweileru (asi 1535–1584) a jeho manželky Marie Le Veneur de Tillières (1553–1600) ze hornosalmské linie, tehdy ještě hraběcího rodu Salmů. Jejím prastrýcem byl generál Mikuláš ze Salmu.
Její bratr Karel zemřel v roce 1588. Díky tomu se Kristýna dostala na první místo v linii nástupnictví v Salmském hrabství (Obersalm, francouzsky: Salm-en-Vosges).
Kateřina Kristýna ze Salmu zemřela poslední den roku 1627.

### Manželství a rodina

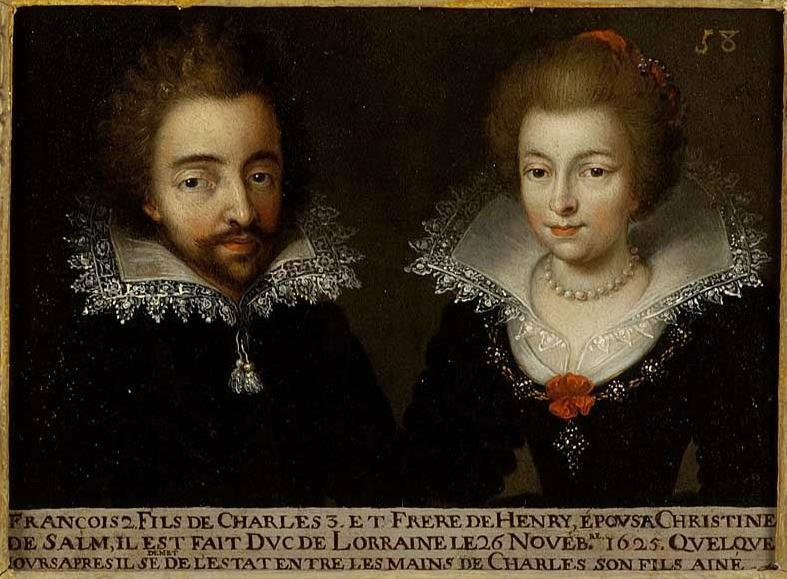
Dvojportrét Františka Lotrinského a Kristýny Salmské, Galerie Uffizi, Florencie

Dne 12. března 1597 se v Nancy provdala za lotrinského vévodu Františka II., nejmladšího syna Karla III. Její tchyní byla Claudie z Valois, dcera francouzského krále Jindřicha II. a jeho manželky Kateřiny Medicejské.
Kristýna Kateřina jako dědičná hraběnka přinesla do manželství jako věno polovinu Salmského hrabství. Se svým manželem měli několik dětí:
- Jindřich (1602–1611), markýz de Hattonchatel
- Karel IV. (1604–1675), vévoda lotrinský
- Henriette (1605–1660) ⚭
  1. 1621 Ludvík z Guise († 1631), kníže pfalzburský a lixheimský
  2. 1643 Karel Guasco markýz ze Salleria, 1644 říšský kníže pfalzburský a lixheimský
  3. 1649 Cristovão de Moura, hrabě de Lumiares, syn Emanuela z Moury, markýze z Castelo Rodrigo
  4. 1652 Josef František z Grimaldi († 1693), kníže z pfalzburský a lixheimský
- Mikuláš František (1609–1670), kardinál, tehdejší vévoda lotrinský
- Markéta (1615–1672), ⚭ 1632 Jen Baptista Gaston Bourbonský, vévoda orleánský
- Kristýna (1621–1622)

Její strýc (otcův bratr), hrabě Antonín ze Salmu, byl posledním opatem kláštera Hornbach, který zachránil ostatky svatého Pirminia z rukou panovníka, jenž podporoval reformaci. V letech 1556/1557 sloužil jako prezident Říšského komorního soudu ve Špýru.